# Патрульні катери типу «Айленд»
Патрульні катери типу «Айленд» (англ. Island-class patrol boat) — це клас швидкохідних патрульних катерів для Берегової охорони США, призначених для патрулювання та пошуково-рятувальних операцій у прибережних водах.

## Історична довідка
Від 1985 до 1992 року, на верфі Bollinger Shipyards у Локпорті (штат Луїзіана) були побудовані 49 катерів типу «Айленд» (англ. «Island») (бортові номери WPB 1301 — WPB 1349).
110-футові патрульні катери типу «Айленд» були названі на честь американських островів, та будувалися для заміни надзвичайно успішної свого часу модифікації британського 29-метрового патрульного катера типу Кейп (англ. Cape-class patrol boats were 95-foot), які зя'вилися на початку 1960-х років.
У 2002—2005 роках вісім катерів типу «Айленд» (WPB-1302 Manitou, WPB-1303 Matagorda, WPB-1305 Monhegan, WPB-1306 Nunivak, WPB-1308 Vashon і WPB-1317 Attu серії А та WPB-1325 Metompkin і WPB-1328 Padre серії В) були модернізовані з подовженням корпусу на 13 футів (4 метри), проте модернізація виявилася невдалою, призвела до виникнення проблем з міцністю корпусу, і в 2006 році всі модернізовані катери були списані. Решта немодернізованих катерів почали виводитися зі складу берегової охорони США в 2014 році, в зв'язку із заміною на споруджувані на тій же Bollinger Shipyards нових сторожових катерів швидкого реагування типу Sentinel (Fast Response Cutter).
Списані катери поступово передають союзникам по всьому світу. Так, у 2015 р. три таких катери були передані ВМС Пакистану, ще два в 2016 р. надійшли на службу в департамент берегової охорони прикордонної поліції МВС Грузії (1991 року побудови). 
Також було прийнято рішення про передачу п'яти катерів цього класу Військово-Морським силам України. Два катери цього проєкту, а саме USCGC Cushing (WPB-1321) та USCGC Drummond (WPB-1323) передані Україні в 2019 році. Ще три катери очікували передачі в 2021 році та на початку листопаду 2021 року два з них ("Суми" і "Фастів") були передані Україні. 

## Тактико-технічні характеристики
Тактико-технічні елементи:
- Водотоннажність (в залежності від серії А/В/С) нормальна — 136/138/137 т, повна — 165/155/153 т, довжина 33,53 м (110 футів) сталевий корпус і алюмінієву надбудову.
- Силова установка: двохвальна дизельна енергетична установка для серій А і В — 2 × Paxman Valenta 16-PR 200-M потужністю 5 280 к.с. (3,940 МВт) та для серії С — 2 × Caterpillar 3516 DITA потужністю 5 596 к.с. (4,17 МВт) + 2 дизель-генератори Caterpillar 3304T (135 к.с.) для всіх серій. Загальна потужність 6200 к.с. забезпечує швидкість до 29,5 уз (54,6 км/г).

Через цю та інші модифікації патрульні човни згруповані в A (WPB 1301-WPB 1316), B (WPB 1317-WPB 1337) і C (WPB 1338-WPB 1349) серії.
- Екіпаж складає 16—18 осіб, в тому числі 2-3 офіцери.
- Автономність: п'ять діб.
- Катери обладнані РЛС AN/SPS-73, моторним жорстко-корпусним надувним човном (RHI)[en].
- Озброєння складається з 25-мм автоматичної артилерійської установки Mk 38 Mod 0 Bushmaster і двох 12,7-мм кулеметів М2НВ.[7]

## Перелік катерів
Всього було побудовано 49 катерів проєкту «Айленд».
| Серія A   |                                        |                   |                   |                 | |
| WPB-1301  | Farallon («Фараллон»)                  | 27 серпня 1985    | 15 листопада 1985 |                 | |
| WPB-1302  | Manitou («Маніту»)                     | 9 жовтня 1985     | 24 січня 1986     | 2005            | |
| WPB-1303  | Matagorda («Матагорда»)                | 15 грудня 1985    | 25 квітня 1986    | 2005            | |
| WPB-1304  | Maui («Мауї»)                          | 13 січня 1985     | 22 березня 1986   |                 | |
| WPB-1305  | Monhegan («Монеган»)                   | 15 лютого 1985    | 16 червня 1986    | 2005            | |
| WPB-1306  | Nunivak («Нунівак»)                    | 15 березня 1985   | 4 червня 1986     | 2005            | |
| WPB-1307  | WPB-1307 «Ocracoke» («Окракоук»)       | 12 квітня 1986    | 9 серпня 1986     | 2019            | Переданий Україні в листопаді 2021 р. У ВМС ЗС України - «Суми» (P192).                                               |
| WPB-1308  | Vashon («Вашон»)                       | 10 травня 1986    | 15 серпня 1986    | 2005            | |
| WPB-1309  | Aquidneck («Акуіднек»)                 | 14 червня 1986    | 26 вересня 1986   | 2021            | |
| WPB-1310  | Mustang («Мустанг»)                    | 11 липня 1986     | 29 серпня 1986    |                 | |
| WPB-1311  | Naushon («Наушон»)                     | 22 серпня 1986    | 3 жовтня 1986     |                 | |
| WPB-1312  | Sanibel («Санібел»)                    | 3 жовтня 1986     | 14 листопада 1986 |                 | |
| WPB -1313 | Edisto («Едісто»)                      | 21 листопада 1986 | 7 січня 1987      |                 | |
| WPB-1314  | Sapelo («Сапело»)                      | 8 січня 1987      | 24 лютого 1987    |                 | |
| WPB-1315  | Mantinicus («Матінікус»)               | 26 лютого 1987    | 16 квітня 1987    |                 | |
| WPB-1316  | Nantucket («Нантакет»)                 | 17 квітня 1987    | 4 червня 1987     | 8 березня 2017  | |
| Серія B   |                                        |                   |                   |                 | |
| WPB-1317  | Attu («Атту»)                          | 4 грудня 1987     | 9 травня 1988     | 2005            | |
| WPB-1318  | Baranof («Баранов»)                    | 15 січня 1988     | 20 травня 1988    |                 | |
| WPB-1319  | Chandeleur («Чанделер»)                | 19 лютого 1988    | 8 червня 1988     |                 | |
| WPB-1320  | Chincoteague («Чинкотіг»)              | 25 березня 1988   | 8 серпня 1988     |                 | |
| WPB-1321  | Cushing («Кушинг»)                     | 29 квітня 1988    | 8 серпня 1988     | 8 березня 2017  | Переданий ВМС ЗС України восени 2019 р. У ВМС ЗС України - «Слов'янськ». Втрачено під час Російско-української війни. |
| WPB-1322  | Cuttyhunk («Каттіганк»)                | 3 червня 1988     | 15 жовтня 1988    |                 | |
| WPB-1323  | Drummond («Драммонд»)                  | 8 липня 1988      | 19 жовтня 1988    | 2017            | Переданий ВМС ЗС України восени 2019 р У ВМС ЗС України - «Старобільськ».                                             |
| WPB-1324  | Key Largo («Кі-Ларго»)                 | 12 серпня 1988    | 24 грудня 1988    |                 | |
| WPB-1325  | Metompkin («Метомпкін»)                | 16 вересня 1988   | 12 січня 1989     | 2005            | |
| WPB-1326  | Monomoy («Мономой»)                    | 21 жовтня 1988    | 16 грудня 1988    |                 | |
| WPB-1327  | Orcas («Оркас»)                        | 25 листопада 1988 | 14 квітня 1989    |                 | |
| WPB-1328  | Padre («Падре»)                        | 6 січня 1989      | 24 лютого 1989    | 2005            | |
| WPB-1329  | Sitkinak («Сіткінак»)                  | 10 лютого 1989    | 31 березня 1989   |                 | |
| WPB-1330  | Tybee («Тайбі»)                        | 17 березня 1989   | 9 травня 1989     |                 | |
| WPB-1331  | WPB-1331 «Washington» («Вашингтон»)    | 21 квітня 1989    | 15 червня 1990    | 2019            | Переданий Україні в листопаді 2021 р. У ВМС ЗС України - «Фастів» (P193).                                             |
| WPB-1332  | Wrangell («Врангель»)                  | 26 травня 1989    | 24 червня 1989    |                 | |
| WPB-1333  | Adak («Адак»)                          | 30 червня 1989    | 27 листопада 1989 | 2021            | |
| WPB-1334  | Liberty («Ліберті»)                    | 4 серпня 1989     | 22 вересня 1989   |                 | |
| WPB-1335  | Anacapa («Анакапа»)                    | 8 вересня 1989    | 13 січня 1990     |                 | |
| WPB-1336  | Kiska («Кіска»)                        | 13 жовтня 1989    | 1 грудня 1989     |                 | Планується до передачі Україні. У ВМС ЗС України - «Вячеслав Кубрак» (P194) .                                         |
| WPB-1337  | Assateague («Ассатіг»)                 | 17 листопада 1989 | 15 червня 1990    | 13 жовтня 2017  | |
| Серія C   |                                        |                   |                   |                 | |
| WPB-1338  | Grand Isle («Гранд-Айл»)               | —                 | 19 квітня 1991    | 2016            | 1066 Sabaqat Пакистану                                                                                                |
| WPB-1339  | Key Biscayne («Кі-Біскейн»)            | —                 | 27 квітня 1991    | 2016            | 1068 Rafaqat Пакистану                                                                                                |
| WPB-1340  | Jefferson Island («Джефферсон-Айленд») | —                 | 16 серпня 1991    | 2014            | катер Ochamchire морської охорони Грузії.                                                                             |
| WPB-1341  | Kodiak Island («Кодьяк-Айленд»)        | 9 лютого 1991     | 21 червня 1991    |                 | |
| WPB-1342  | Long Island («Лонг-Айленд»)            | 19 березня 1991   | 27 серпня 1991    | 2015            | GC110-1 «Libertador Juan Rafael Mora» Коста-Рики                                                                      |
| WPB-1343  | Bainbridge Island («Бейнбридж Айленд») | 19 квітня 1991    | 14 червня 1991    | 2017            | ГО «Морський пастух»                                                                                                  |
| WPB-1344  | Block Island («Блок-Айленд»)           | —                 | 22 листопада 1991 | 15 березня 2015 | ГО «Морський пастух»                                                                                                  |
| WPB-1345  | Staten Island («Стейтен-Айленд»)       | —                 | 1 жовтня 1991     | 2014            | катер Dioskuria морської охорони Грузії                                                                               |
| WPB-1346  | Roanoke Island («Роанок-Айленд»)       | —                 | 5 листопада 1991  | 6 квітня 2015   | GC110-2 «General José María Cañas» Коста-Рики                                                                         |
| WPB-1347  | Pea Island («Пі-Айленд»)               | 6 вересня 1991    | 14 січня 1992     | 2015            | ГО «Морський пастух»                                                                                                  |
| WPB-1348  | Knight Island («Найт-Айленд»)          | 6 вересня 1991    | 10 грудня 1991    |                 | |
| WPB-1349  | Galveston Island («Ґалвестон Айленд»)  | 15 листопада 1991 | 25 лютого 1992    | 16 березня 2018 | |

## Оператори
- Пакистан — два катери в складі Агентства морської безпеки Пакистану;
- Греція — два катери, станом на 3 липня 2023 року;
- Грузія — два катери в складі Берегової охорони Грузії;
- Коста-Рика — два катери в складі Коста-Риканської Цивільної гвардії;
- США — три катери в природоохоронній організації Товариство охорони «Морський пастух»;
- США — 29 катерів у складі Берегової охорони США. Виведені в резерв.
- Україна — два катери для ВМС України передані у вересні 2018 року. Станом на червень 2019 вже оглянуто й відібрано 3 катери з резерву, які планується передати[18][19][20]. Ще 2 катери доставлені до Одеси 23 листопада 2021 року та зараховані до складу ВМС України наказом міністра оборони від 29 листопада 2021 року. Планується окрім вже підготованого катеру «В'ячеслав Кубрак» передати Україні ще 2 катери, всього за увесь час 7 одиниць. Є відомості про втрату катерів серії підчас бойових дій Російско-української війни. Зокрема, ВМС України 8 березня 2022 року повідомили про втрату катера «Слов'янськ»[14].

### Можливі
- Індонезія: Агентство міністерства оборони США з військової співпраці (Defense Security Cooperation Agency — DSCA) в квітні 2021 року направило Конгресу США повідомлення про майбутню передачу Індонезії двох патрульних катерів WPB-1309 Aquidneck і WPB-1333 Adak типу Island. Ці судна планують вивести зі складу Берегової охорони США. Обидва катери знаходяться у складі загону сил Берегової охорони США в Бахрейні, але повинні бути виведені з бойового складу в липні у зв'язку з заміною на нові катери типу «Сентинель»[21].

### Греція
3 липня 2023 року Греція отримала перші два катера із замовлених чотирьох та стала шостою країною-оператором катерів цього типу. Отримані катери зі складу Берегової охорони США раніше несли службу в Бахрейні, на базі Манама де складали основу патрульних сил Південно-Західної Азії (PATFORSWA) для забезпечення 5-го флоту ВМФ США боєздатними патрульними силами.
Греція планує заміни ними застарілі патрульні катери типів Nasty (побудовані як торпедні катери Toxotis, Pigasos та Andromeda в Норвегії, придбані в 1967 році) та Antoniou (катери Diopos Antoniou та Kelefstis Stamou, побудовані у Франції, прийняті у склад ВМС Греції флоту в 1975 році).
Зокрема, Грецькі ВМС мають отримати катери:
- Wrangell (WPB-1332),
- Adak (WPB-1333),
- Monomoy (WPB-1326),
- Aquidneck (WPB-1309).

Вартість угоди складає близько €39 мільйонів та включає транспортування, ремонт, модернізацію катерів, запасні частини до них, боєкомплект, тощо.
Імовірно, попри вік отриманих катерів у 32-37 років, Греція додатково замовить іще два катера цього типу аби замінити ними інші застарілі патрульні катери у власному флоті.

### Грузія
Два катери проєкту, «Ochamchire» (P-23) і «Dioskuria» (P-25), були передані Сполученими Штатами грузинській Береговій охороні у 2016-у році, тоді ж відбулась урочиста церемонія підняття прапору на колишніх катерах Берегової охорони США — «Jefferson Island» (WPB-1340) та «Staten Island» (WPB-1345).
Початок їх служби у Грузії розпочався за два роки — у жовтні 2018-го, коли після урочистої церемонії, катери заступили на бойове чергування.
Перед цим грузинські екіпажі пройшли 10-тижневу підготовку у Сполучених Штатах на базі Берегової охорони США у Балтіморі.
В липні 2019 року під час міжнародних навчань Sea Breeze-2019 до України завітала і Берегова охорона Грузії, на патрульному катері «Ochamchire» (P-23).
На початку травня 2021 року обидва катера брали участь в навчаннях в Чорному морі з кутером USCGC Hamilton (WMSL-753) берегової охорони США.

### Україна

#### Перша партія катерів

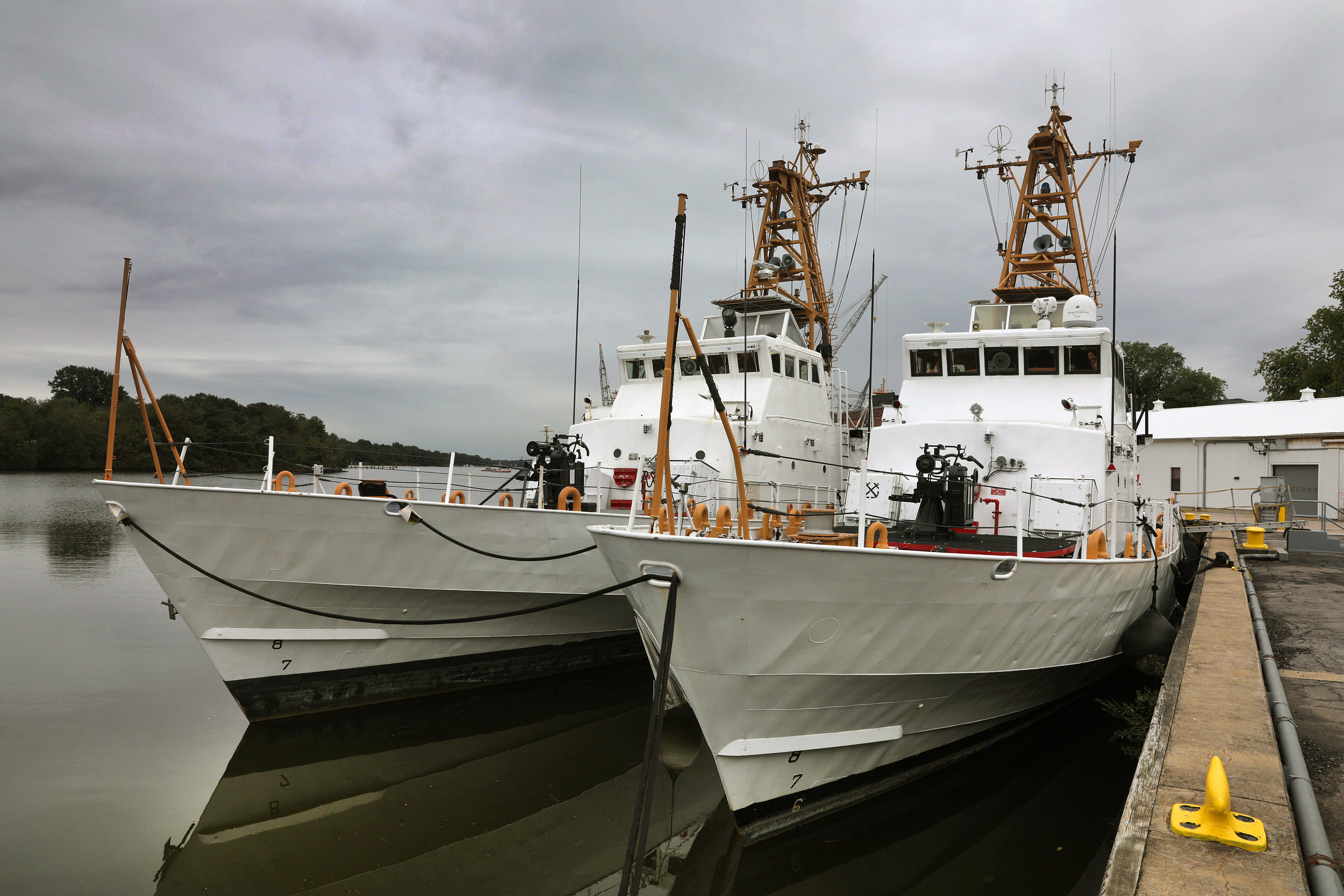
«Drummond» та «Cushing»

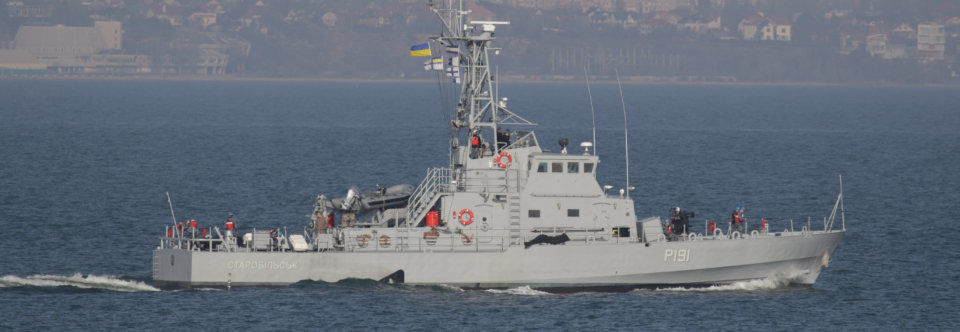
P191 «Старобільск»

Україна отримала два катери («Drummond» та «Cushing») на безоплатній основі в стані «як є». А супутні витрати (10,1 млн дол.) — розконсервування, встановлення знятих систем, технічне обслуговування, підготовка екіпажів та транспортування в Україну, мають бути сплачені Міноборони України.
27 вересня 2018 року в м. Балтиморі відбулася передача Україні двох американських патрульних катерів типу «Айленд». Після формального підписання командувачем ВМСУ адміралом Ігорем Воронченком меморандуму про передачу катерів, командири Спірідонов та Старов підняли на катерах українські прапори, які отримали від Президента України Петра Порошенка.
В жовтні 2018 року екіпажі катерів завершили підготовку в Україні. Військові моряки пройшли мовну підготовку, відпрацювали елементи щодо задачі організації роботи корабля та приготування його до ходових випробувань. Після цього проведено 10-ти тижневу підготовку у США, де американські інструктори навчали експлуатації та обслуговуванню патрульних катерів типу «Айленд». Після цього катери було підготовлено до транспортування в Україну, перевезено до Одеси, де вони увійшли до складу ВМС ЗС України.
За словами на той час командувача ВМС ЗС України Ігоря Воронченка, катери переобладнані під артилерійське озброєння українського виробництва (це, зокрема, має полегшити постачання їх боєприпасами). Також є амбітні програми щодо встановлення на них протимінних та протичовнових станцій, а також станцій протидиверсійної боротьби.
Командирами патрульних катерів типу Island були призначені старші лейтенанти Дамір Аулін та Богдан Небилиця. У 2014 році, обидва ще будучи курсантами Академії військово-морських сил імені П. С. Нахімова у Севастополі не зрадили військовій присязі на вірність українському народові. Після виходу на материкову частину України Дамір Аулін та Богдан Небилиця продовжили навчання в Інституті Військово-морських сил Одеської морської академії. По завершенню навчання в яких вони були призначені командирами малих броньованих артилерійських катерів «Вишгород» та «Нікополь» відповідно. 25 листопада 2018 року при переході групи українських військових кораблів через Керченську протоку українські військові, в тому числі, Богдан Небилиця були взяті в полон.
Обговорювались різні варіанти встановлення озброєння на катери — від мінно-тральних модулів, що зараз критично важливо для України, до американських протикорабельних ракет «Гарпун» (є варіант установки українських ПКР «Нептун»).
В серпні 2019 року стало відомо, що державне підприємство «Дослідно-проєктний центр кораблебудування» розпочало розробку варіанту модернізації патрульних катерів Island. Розробка відбувається за власної ініціативи державного підприємства. Остаточний варіант модернізації катерів буде прийнято після того, як ВМС України отримає практичний досвід їхнього застосування.

#### Друга партія катерів
У 2020 році стало відомо про передачу Україні ще трьох катерів типу «Айленд», цього разу з озброєнням. В січні 2021 року до Сполучених Штатів на навчання прибули два екіпажі майбутніх патрульних катерів Island Військово-Морських Сил ЗС України. Три катери мали бути доставлені до України протягом другого півріччя 2021 року.
У ВМС ЗС України було сплановано формування дивізіону типу «Айленд», який базуватиметься на території порту «Південний», який зможе не тільки контролювати ближню морську зону, але і буде виходити в Середземне море для підтримки кораблів НАТО.
Всього Україна очікує отримати сім катерів цього типу, вони будуть об'єднані в окремий дивізіон патрульних катерів, що базуватиметься в порту «Південний», в якому споруджена відповідна інфраструктура.
На початку липня 2021 року, патрульні катери типу «Айленд» «Старобільськ» та «Слов'янськ» пройшли самооцінку НАТО першого рівня. Самооцінка першого рівня патрульних катерів проводилась офіцерами-оцінювачами ВМС ЗС України в рамках проведення першої морської фази міжнародних навчань «Сі Бриз — 2021». Після підтвердження перевірки, наступним буде вже оцінювання першого рівня під керівництвом експертної групи представників країн альянсу.
В жовтні 2021 року, у м. Балтиморі завершився курс додаткової підготовки 5-го екіпажу патрульних катерів типу «Айленд». Курс підготовки, під керівництвом іноземних інструкторів, тривав шість тижнів і був проведений на верфі Берегової охорони США. Слід зазначити, що додаткову підготовку екіпажі проходили безпосередньо на тих катерах типу «Айленд», на яких будуть надалі нести службу і надходження яких відбудеться найближчим часом.
Тоді ж і стало відомо ім'я п'ятого патрульного катеру типу «Айленд» у складі ВМС ЗС України — «В'ячеслав Кубрак» (P194) на честь загиблого морського піхотинця Героя України В'ячеслава Кубрака.
На початку листопаду 2021 року два патрульні катери типу «Айленд» («Суми» і «Фастів») були передані Україні. Доставлені до Одеси 23 листопада 2021 року.
25 листопада, в Одесі, два українські патрульні катери типу Island, які були доставлені зі США, зняли з вантажного судна Ocean Grand та спустили на воду.
30 листопада 2021 року патрульні катери «Фастів» та «Суми» вперше вийшли у море в Україні. Випробувальний вихід тривав близько 3-х годин. За даними журналістів, катери розігнали до швидкості 30 вузлів.
Зараховані до складу ВМС України наказом міністра оборони від 29 листопада 2021 року.

#### Перелік катерів цього типу у ВМС ЗС України
- «Слов'янськ» (P190) — втрачено;
- «Старобільськ» (P191);
- «Суми» (P192);
- «Фастів» (P193);
- «В'ячеслав Кубрак» (P194), переданий, готується до доставки та включення в склад ВМС.